# Megatoma perversa
Megatoma perversa là một loài bọ cánh cứng trong họ Dermestidae. Loài này được Fall miêu tả khoa học năm 1926. Loài này được tìm thấy ở Bắc Mỹ.